# Link's Crossbow Training
Link's Crossbow Training, conocido en Japón como Link's Bowgun Training (リンクのボウガントレーニング Rinku no Bōgan Torēningu?) es un videojuego creado por Nintendo EAD y publicado por Nintendo para la consola Wii. El juego se vende en un mismo paquete junto al periférico Wii Zapper, siendo compatible con el mismo.

## Desarrollo
El 11 de julio de 2007, Reggie Fils-Aime anuncia que la Wii Zapper podría venderse junto a un juego, repitiendo así la estrategia ya empleada con Wii Play. Pero no es hasta el mes de septiembre que Nintendo confirma que el título que acompañará al periférico será este.
El juego ha sido creado usando el mismo motor gráfico de The Legend of Zelda: Twilight Princess.

## Sistema de juego
En Link's Crossbow Training el jugador asume el rol de Link, protagonista de la saga The Legend of Zelda. Con el fin de perfeccionar su puntería con la ballesta, el jugador debe superar una serie de pruebas: desde acertar a las dianas hasta eliminar enemigos móviles.

### Modos de juego
Link's Crossbow Training tiene 27 niveles de juego y la meta en cada uno de ellos es obtener la máxima puntuación posible dentro del tiempo límite. Estos niveles están divididos en tres modos de juego:
- Tiro al blanco - En estos niveles el jugador debe disparar a los diferentes blancos, que al principio comenzarán inmóviles, y a medida que se avance en los niveles, estos objetivos podrán estar en movimiento. Acertar en el centro de las dianas dará más puntos al jugador, y se multiplicará esta puntuación si se encadenan varias dianas sin fallar.

- Defensor - En estos niveles el jugador se limitará a apuntar y disparar a todo su alrededor. Aquí se deberá luchar contra hordas de enemigos, conocidos de la saga, y defender una carreta del ataque de los Bokoblins.

- Guardia - En estos niveles, el jugador tiene un control total sobre Link que deberá atacar campamentos enemigos y luchar en los bosques.

En Link's Crossbow Training podrán jugar hasta cuatro jugadores, cada uno en turnos diferentes.
- Datos: Q1351639